# Guillermo Martín
Guillermo Martín Bahamonde (Madrid, 11 gennaio 1972) è un ex giocatore di calcio a 5 spagnolo, campione del mondo nel 2000 e campione europeo nel 2001 con la nazionale spagnola.

## Carriera
Per diversi anni ha difeso la porta del Playas de Castellón. Con la nazionale maschile di calcio a 5 della Spagna ha partecipato allo UEFA Futsal Championship 2001 e al FIFA Futsal World Championship 2000, vincendo entrambe le manifestazioni. Pur essendo in rosa, nella Coppa del Mondo non andò in panchina nella finale a causa di un infortunio, così come il secondo portiere Luis Amado. Per sostituirli fu chiamato d'urgenza Ricardo Jiménez. In totale, ha disputato 26 incontri con le furie rosse, senza realizzare reti.

## Palmarès

### Club
- Campionato spagnolo: 2
Castellón: 1999-00 e 2000-01
- Coppa UEFA: 2
2001-02, 2002-03

### Nazionale
- Campionato mondiale: 1
Guatemala 2000
- Campionato d'Europa: 1
Russia 2001